# Buros
Pour les articles homonymes, voir Buros.
Buros [byʁɔs] est une commune française, située dans le département des Pyrénées-Atlantiques en région Nouvelle-Aquitaine.

## Géographie

### Localisation
La commune de Buros se trouve dans le département des Pyrénées-Atlantiques, en région Nouvelle-Aquitaine.
Elle se situe à 9 km par la route de Pau, préfecture du département, et à 4 km de Morlaàs, bureau centralisateur du canton du Pays de Morlaàs et du Montanérès dont dépend la commune depuis 2015 pour les élections départementales. 
La commune fait en outre partie du bassin de vie de Pau.
Les communes les plus proches sont : 
Maucor (2,1 km), Saint-Castin (2,8 km), Bernadets (3,1 km), Montardon (3,6 km), Morlaàs (3,9 km), Saint-Jammes (4,9 km), Higuères-Souye (4,9 km), Serres-Morlaàs (5,1 km).
Sur le plan historique et culturel, Buros fait partie de la province du Béarn, qui fut également un État et qui présente une unité historique et culturelle à laquelle s’oppose une diversité frappante de paysages au relief tourmenté.

### Communes limitrophes
Les communes limitrophes sont  Maucor, Montardon, Morlaàs, Pau et Saint-Castin.
| Montardon | Saint-Castin | Maucor  |
|           | Buros        | Morlaàs |
| Pau       |              |         |

### Altitude
Les altitudes minimum et maximum de Buros sont respectivement de 205 m et 345 m.

### Hydrographie

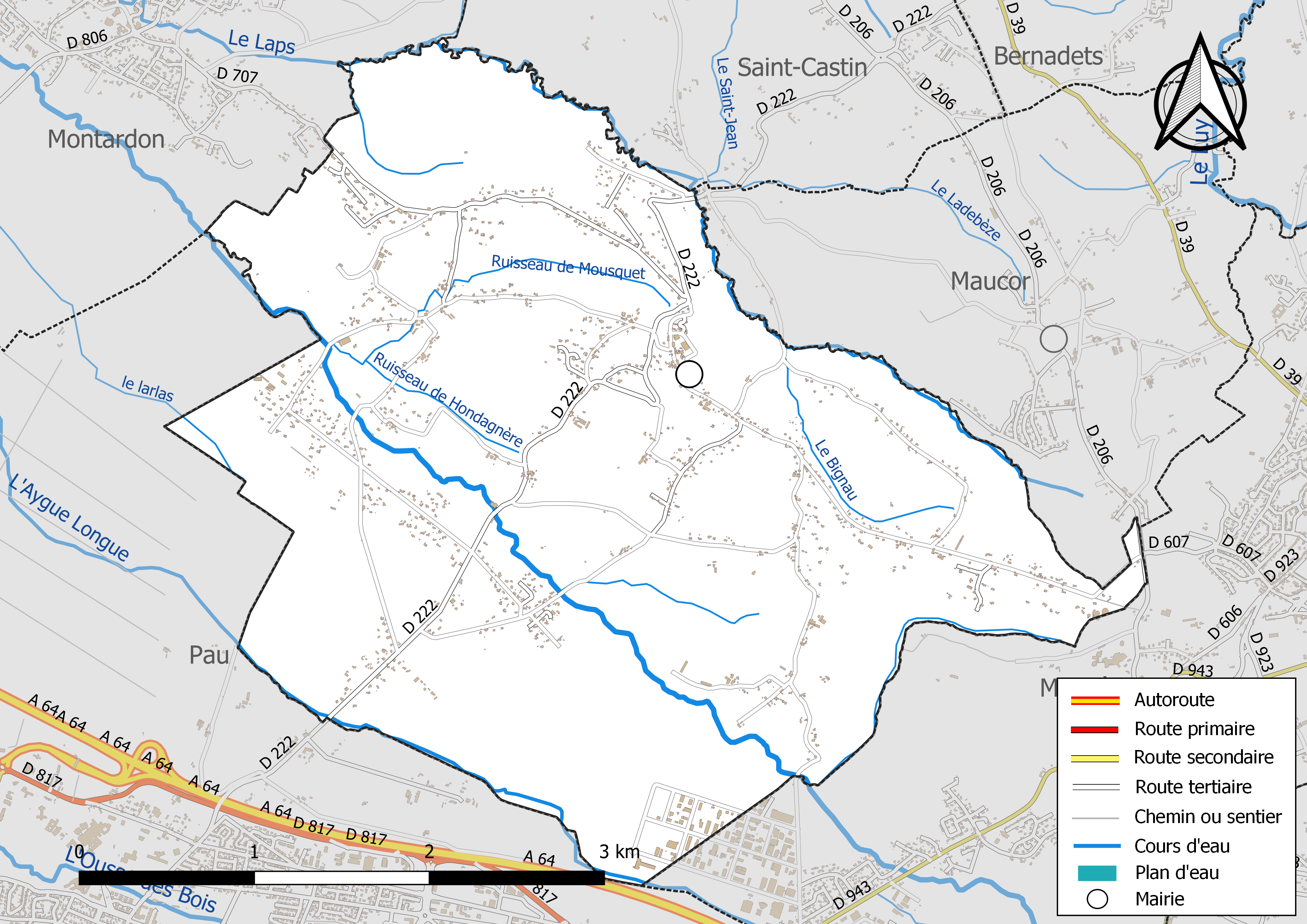
Réseaux hydrographique et routier de Buros.

La commune est drainée par le Luy du Béarn, l'Aïgue Longue, le Laps, le Bignau, le ruisseau de Hondagnère, le ruisseau de Mousquet, et par divers petits cours d'eau, constituant un réseau hydrographique de 19 km de longueur totale,.
Le Luy du Béarn, d'une longueur totale de 76,6 km, prend sa source dans la commune d'Andoins et s'écoule du sud-est vers le nord-ouest. Il traverse la commune et se jette dans le Luy à Gaujacq, après avoir traversé 30 communes.
L'Aïgue Longue, d'une longueur totale de 24,4 km, prend sa source dans la commune de Pau et s'écoule du sud-est vers le nord-ouest. Il traverse la commune et se jette dans le Luy du Béarn à Momas, après avoir traversé 13 communes.
Le Laps, d'une longueur totale de 10,1 km, prend sa source dans la commune de Maucor et s'écoule du sud-est vers le nord-ouest. Il traverse la commune et se jette dans le Luy du Béarn à Serres-Castet, après avoir traversé 5 communes.

### Climat
Pour des articles plus généraux, voir Climat de la Nouvelle-Aquitaine et Climat des Pyrénées-Atlantiques.
Historiquement, la commune est exposée à un climat de montagne.  
En 2020, Météo-France publie une typologie des climats de la France métropolitaine dans laquelle la commune est toujours exposée à un climat de montagne et est dans la région climatique Pyrénées atlantiques, caractérisée par une pluviométrie élevée (>1 200 mm/an) en toutes saisons, des hivers très doux (7,5 °C en plaine) et des vents faibles.
Pour la période 1971-2000, la température annuelle moyenne est de 13,2 °C, avec une amplitude thermique annuelle de 14,7 °C. Le cumul annuel moyen de précipitations est de 1 175 mm, avec 11,4 jours de précipitations en janvier et 7,6 jours en juillet. Pour la période 1991-2020, la température moyenne annuelle observée sur la station météorologique la plus proche, située sur la commune d'Uzein à 11 km à vol d'oiseau, est de 13,7 °C et le cumul annuel moyen de précipitations est de 1 093,8 mm,. Pour l'avenir, les paramètres climatiques de la commune estimés pour 2050 selon différents scénarios d’émission de gaz à effet de serre sont consultables sur un site dédié publié par Météo-France en novembre 2022.

### Milieux naturels et biodiversité
Aucun espace naturel présentant un intérêt patrimonial n'est recensé sur la commune dans l'inventaire national du patrimoine naturel,,.

## Urbanisme

### Typologie
Au 1er janvier 2024, Buros est catégorisée commune rurale à habitat dispersé, selon la nouvelle grille communale de densité à sept niveaux définie par l'Insee en 2022.
Elle appartient à l'unité urbaine de Pau, une agglomération intra-départementale regroupant 55  communes, dont elle est une commune de la banlieue,,. Par ailleurs la commune fait partie de l'aire d'attraction de Pau, dont elle est une commune de la couronne,. Cette aire, qui regroupe 227 communes, est catégorisée dans les aires de 200 000 à moins de 700 000 habitants,.

### Occupation des sols

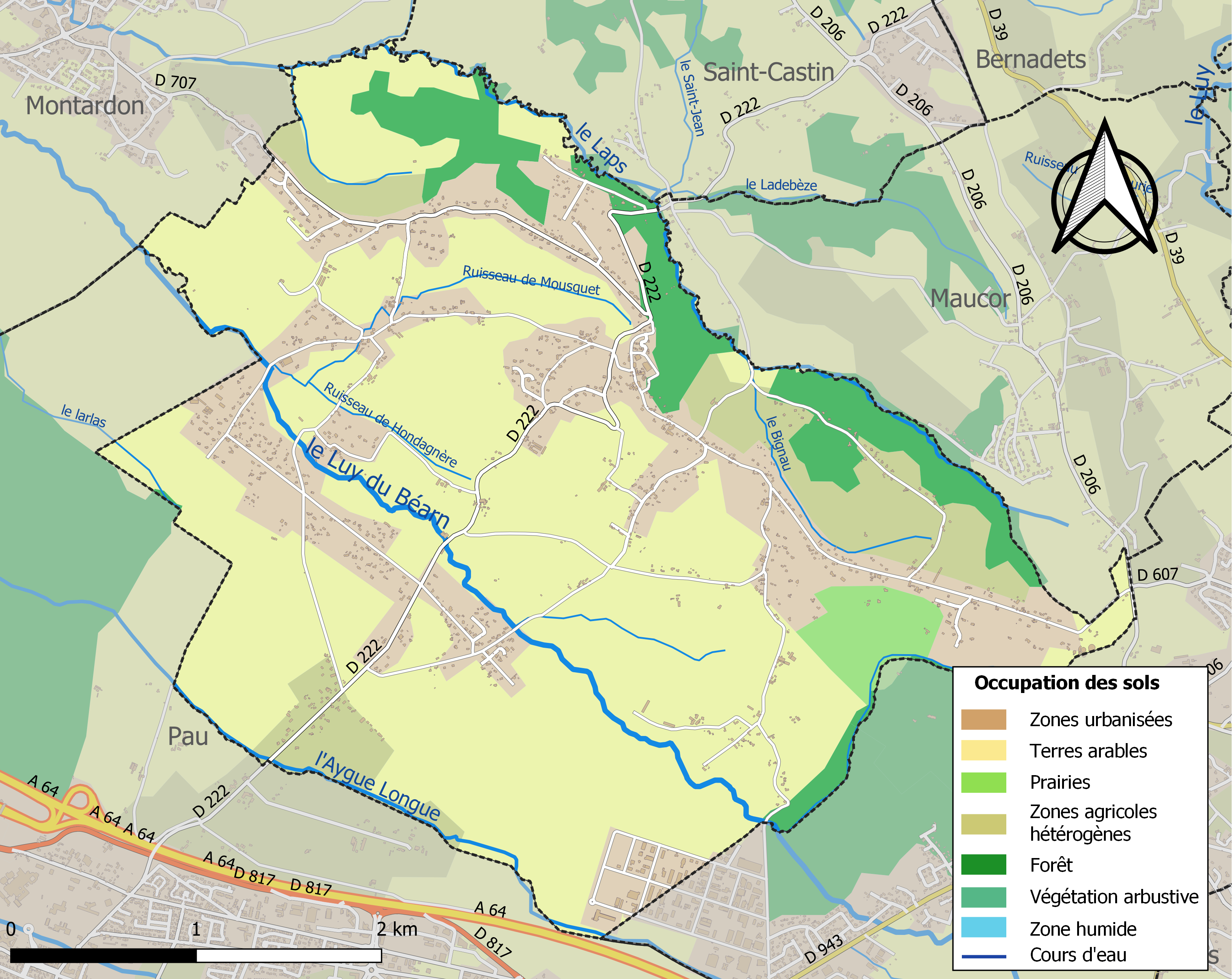
Carte des infrastructures et de l'occupation des sols de la commune en 2018 (CLC).

L'occupation des sols de la commune, telle qu'elle ressort de la base de données européenne d’occupation biophysique des sols Corine Land Cover (CLC), est marquée par l'importance des territoires agricoles (68,2 % en 2018), en diminution par rapport à 1990 (91,2 %). La répartition détaillée en 2018 est la suivante : 
terres arables (57,9 %), zones urbanisées (22,2 %), zones agricoles hétérogènes (8,3 %), forêts (8,2 %), prairies (2,1 %), zones industrielles ou commerciales et réseaux de communication (1,4 %). L'évolution de l’occupation des sols de la commune et de ses infrastructures peut être observée sur les différentes représentations cartographiques du territoire : la carte de Cassini (XVIIIe siècle), la carte d'état-major (1820-1866) et les cartes ou photos aériennes de l'IGN pour la période actuelle (1950 à aujourd'hui).

### Lieux-dits et hameaux
- Bégué ;
- Bouérou ;
- Camplong ;
- Rey ;
- Romas.

### Voies de communication et transports
La commune est desservie par la route départementale 222.

### La qualité de vie
En janvier 2022, le Journal du dimanche plaça Buros, parmi tous les villages français, en 8e position, selon plusieurs critères, pour le « classement 2022 des villes et des villages où on vit mieux en France. » S'il n'existe pas de commerce dans le village, le journal appréciait ses atouts.

### Risques majeurs
Le territoire de la commune de Buros est vulnérable à différents aléas naturels : météorologiques (tempête, orage, neige, grand froid, canicule ou sécheresse), inondations et séisme (sismicité moyenne). Il est également exposé à un risque technologique,  le transport de matières dangereuses. Un site publié par le BRGM permet d'évaluer simplement et rapidement les risques d'un bien localisé soit par son adresse soit par le numéro de sa parcelle.

#### Risques naturels
Certaines parties du territoire communal sont susceptibles d’être affectées par le risque d’inondation par une crue torrentielle ou à montée rapide de cours d'eau, notamment le Laps, le Luy du Béarn et l'Aygue longue. La commune a été reconnue en état de catastrophe naturelle au titre des dommages causés par les inondations et coulées de boue survenues en 1982, 1993, 2009 et 2018,.

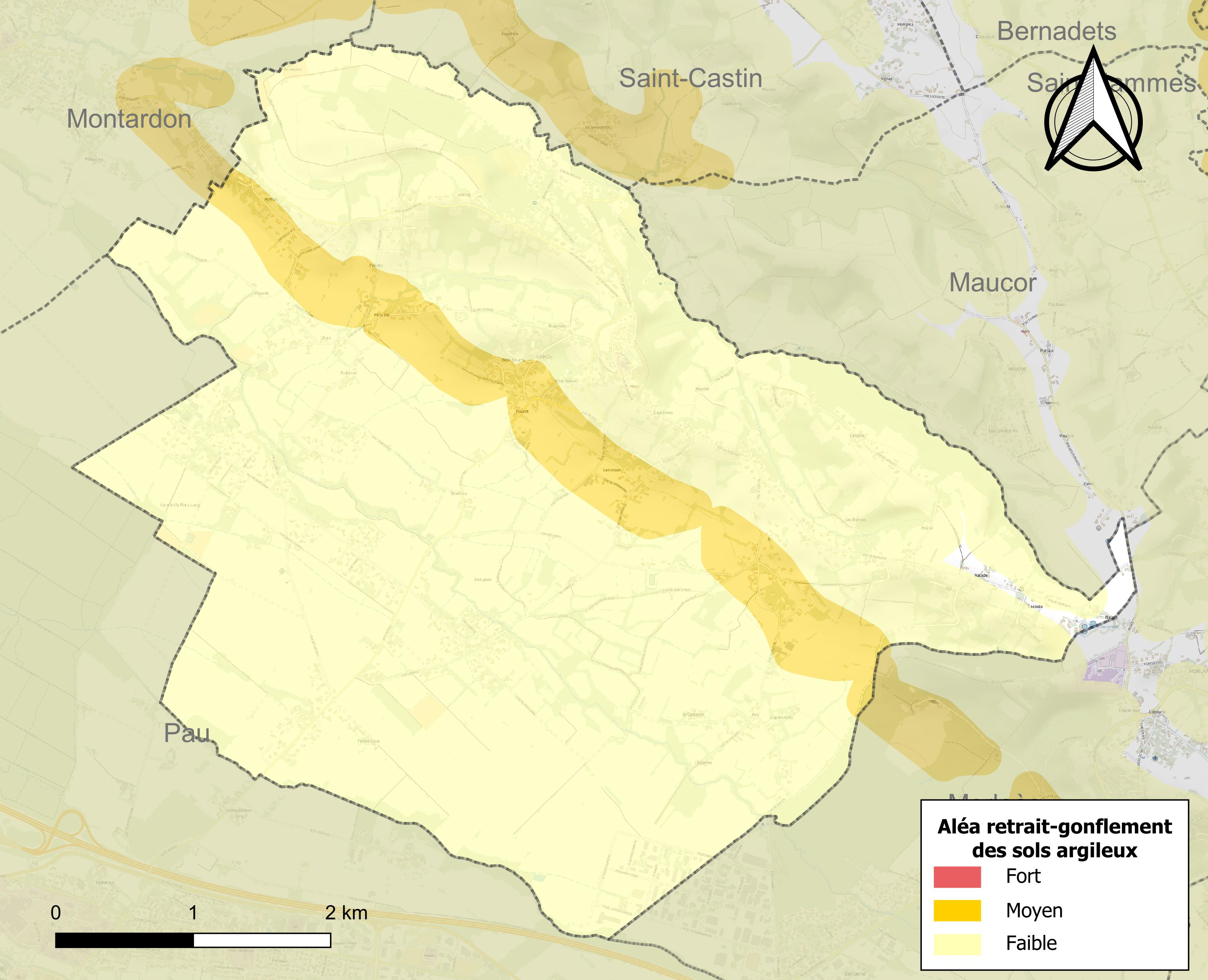
Carte des zones d'aléa retrait-gonflement des sols argileux de Buros.

Le retrait-gonflement des sols argileux est susceptible d'engendrer des dommages importants aux bâtiments en cas d’alternance de périodes de sécheresse et de pluie. 10,3 % de la superficie communale est en aléa moyen ou fort (59 % au niveau départemental et 48,5 % au niveau national). Depuis le 1er octobre 2020, en application de la loi ELAN, différentes contraintes s'imposent aux vendeurs, maîtres d'ouvrages ou constructeurs de biens situés dans une zone classée en aléa moyen ou fort,.

## Toponymie
Le toponyme Buros est mentionné en 1319 (cartulaire d'Orthez), et apparaît sous la forme 
Buroos en 1457 (cartulaire d'Ossau).
Le toponyme Romas, hameau de Buros, apparaît sous la forme 
Arromas (XIIe siècle, cartulaire de Morlaàs), 
Romaas (XIIe siècle, Pierre de Marca), 
Aromas (1385, censier de Béarn) et 
Lo goa d'Arromaas (1451, cartulaire d'Ossau).

## Histoire
Paul Raymond note que Buros et Romas comptaient chacune une abbaye laïque, qui, tout comme le fief de Buros, étaient vassales de la vicomté de Béarn. En 1385, Buros comptait quarante-trois feux (et Romas cinq) et dépendait du bailliage de Pau. La commune faisait partie de l'archidiaconé de Vic-Bilh, qui dépendait de l'évêché de Lescar et dont Lembeye était le chef-lieu.
Au Moyen Âge (XIIe siècle, Buros eut un hôpital, dit L'espitau deu Luy, qui était une dépendance de l'abbaye de Sauvelade. Il était essentiellement destiné aux pèlerins. La Via Tolosana des chemins de Compostelle traverse en effet le sud de la commune (étape Morlaàs - Lescar).
Buros avait un seigneur particulier, possesseur de l'abbaye laïque à partir de 1557. Vers 1625, Johan de Vodot se vit confisquer son château à la suite de ses brigandages.
Au XVIIIe siècle, le seigneur de Buros était M. de Pène. L'inventaire révolutionnaire mentionne une maison à l'ouest de l'église.
C'était un petit village agricole, devenu banlieue résidentielle de Pau.

## Politique et administration

### Intercommunalité
Buros fait partie de trois structures intercommunales :
- la communauté de communes du Nord-Est Béarn ;
- le syndicat d’énergie des Pyrénées-Atlantiques ;
- le syndicat intercommunal d’alimentation en eau potable Luy - Gabas - Léès.

Buros accueille le siège du syndicat mixte d'AEP du Nord-Est de Pau.

## Population et société

### Démographie
L'évolution du nombre d'habitants est connue à travers les recensements de la population effectués dans la commune depuis 1793. Pour les communes de moins de 10 000 habitants, une enquête de recensement portant sur toute la population est réalisée tous les cinq ans, les populations de référence des années intermédiaires étant quant à elles estimées par interpolation ou extrapolation. Pour la commune, le premier recensement exhaustif entrant dans le cadre du nouveau dispositif a été réalisé en 2006.

En 2022, la commune comptait 1 988 habitants, en évolution de +6,77 % par rapport à 2016 (Pyrénées-Atlantiques : +3,78 %, France hors Mayotte : +2,11 %).
| 1793 | 1800 | 1806 | 1821 | 1831 | 1836 | 1841 | 1846 | 1851 |
| ---- | ---- | ---- | ---- | ---- | ---- | ---- | ---- | ---- |
| 554  | 504  | 722  | 562  | 615  | 639  | 662  | 632  | 611  |

| 1856 | 1861 | 1866 | 1872 | 1876 | 1881 | 1886 | 1891 | 1896 |
| ---- | ---- | ---- | ---- | ---- | ---- | ---- | ---- | ---- |
| 615  | 578  | 552  | 546  | 547  | 515  | 503  | 501  | 504  |

| 1901 | 1906 | 1911 | 1921 | 1926 | 1931 | 1936 | 1946 | 1954 |
| ---- | ---- | ---- | ---- | ---- | ---- | ---- | ---- | ---- |
| 503  | 469  | 441  | 421  | 428  | 459  | 449  | 377  | 402  |

| 1962 | 1968 | 1975 | 1982 | 1990  | 1999  | 2006  | 2011  | 2016  |
| ---- | ---- | ---- | ---- | ----- | ----- | ----- | ----- | ----- |
| 455  | 637  | 691  | 919  | 1 155 | 1 416 | 1 707 | 1 768 | 1 862 |

| 2021  | 2022  | - | - | - | - | - | - | - |
| ----- | ----- | - | - | - | - | - | - | - |
| 1 964 | 1 988 | - | - | - | - | - | - | - |

Buros fait partie de l'aire d'attraction de Pau.

## Culture locale et patrimoine

### Patrimoine civil
Les vestiges d'une motte féodale, ceux d'un ensemble fortifié du XIe siècle, témoignent du passé ancien de la commune.
Buros présente un ensemble de maisons et fermes du XIXe siècle.

### Patrimoine religieux
L'église Saint-Pierre date de 1870. Elle recèle du mobilier et des objets référencés à l'inventaire général du patrimoine culturel.